# Pensamiento convergente
Pensamiento convergente es un término acuñado por Joy Paul Guilford en oposición al pensamiento divergente, también conocido como pensamiento vertical. En general representa la habilidad de dar la respuesta "correcta" a preguntas estandarizadas que no requieren significativamente de creatividad, como por ejemplo la mayoría de tareas escolares que manejan un formato de pregunta de opción múltiple para medir la inteligencia.
El pensamiento convergente preconiza que sólo existe una solución correcta para cada problema. Los seres humanos nos basamos en nuestros conocimientos previos y ordenamos de manera lógica la información disponible para llegar a esa solución inequívoca que cierra el problema. Se mueve buscando una respuesta determinada o convencional, suele buscar una única respuesta. 
También lo llaman lógico, convencional, racional o vertical, dado el uso del análisis y razonamiento que realiza.......